# Lucius Baebius
Lucius Baebius was afkomstig uit de obscure plebeïsche gens Baebia. Zijn cognomen is onbekend.
Tijdens de Derde Macedonische Oorlog (171 - 168 v.Chr.) werd hij samen met A. Licinius Nerva en Gn. Domitius Ahenobarbus in 169 v.Chr. aangesteld om als officiële gezanten af te reizen richting Macedonia. Het was hun taak om de aankomende consul L. Aemilius Paulus voor het jaar 168 v.Chr. met raad en daad bij te staan in zijn strijd tegen de Macedonische koning Perseus en een duidelijke inschatting te maken van de staat van het Romeinse leger in deze gebieden.

## Voetnoten
1. ↑  Livius, Ab Urbe Condita[dode link], XLIV, 18.